# アダム・グリーンバーグ (撮影監督)
アダム・グリーンバーグ（Adam Greenberg, 1939年 - ）は、ポーランド・クラクフ生まれの撮影監督。主にイスラエルとアメリカ合衆国で活動し、アーノルド・シュワルツェネッガー作品を手掛ける。

## 来歴
1991年に『ターミネーター2』でアカデミー撮影賞にノミネートされた。全米撮影監督協会の会員である。出生名はアダム・グリンベルグ（Adam Grinberg）。

## 主なフィルモグラフィ
- B'Yerushalaim (1963)
- Shnei Kuni Leml (1966)
- Hol Ba'eynayim (1967)
- Le'at Yoter (1968)
- Lifnei Maher (1969)
- 42:6 - Ben Gurion  (1970)
- Hasamba (1971)
- Metzitzim (1972)
- 娘がいっぱい Abu el Banat (1973)
- MR.ダイヤモンド Diamonds (1975)
- 地獄のプリズナー Warhead (1977)
- サンダーボルト救出作戦 Mivtsa Yonatan (1977)
- グローイング・アップ Eskimo Limon (1978)
- グローイング・アップ2/ゴーイング・ステディ Yotzim Kavua (1979)
- 最前線物語 The Big Red One (1980)
- パラダイス Paradise (1982)
- 爆笑!サファリ3000 Safari 3000 (1982)
- グローイング・アップ/ラスト・バージン The Last American Virgin (1982)
- ミリタリー・アカデミー/全員欲情!? Sababa (1983)
- 殺人鬼 10 to Midnight (1983)
- グローイング・アップ4/渚でデート Sapiches (1983)
- 黄昏のブルックリン・ブリッジ Over the Brooklyn Bridge (1984)
- ジェノサイド・ストーム The Ambassador (1984)
- ターミネーター The Terminator (1984)
- マイアミ・ホット・リゾート Private Resort (1985)
- 愛と動乱のワルシャワ War and Love (1985)
- ワンス・ビトゥン 恋のチューチューバンパイア Once Bitten (1985)
- アイアン・イーグル Iron Eagle (1986)
- 危険な誘惑 The Ladies Club (1986)
- ウィズダム/夢のかけら Wisdom (1986)
- パッコン学園 Jocks (1987)
- ラ★バンバ La Bamba (1987)
- ニア・ダーク/月夜の出来事 Near Dark (1987)
- スリーメン&ベビー Three Men and a Baby (1987)
- Spellbinder (1988)
- エイリアン・ネイション Alien Nation (1988)
- ターナー&フーチ/すてきな相棒 Turner & Hooch (1989)
- 3人の婚約者 Worth Winning (1989)
- ゴースト/ニューヨークの幻 Ghost (1990)
- スリーメン&リトルレディ Three Men and a Little Lady (1990)
- パパがきた! Love Hurts (1991)
- ターミネーター2 Terminator 2: Judgment Day (1991)
- 天使にラブ・ソングを… Sister Act (1992)
- トイズ Toys (1992)
- デーヴ Dave (1993)
- 勇気あるもの Renaissance Man (1994)
- ノース 小さな旅人 North (1994)
- ジュニア Junior (1994)
- トゥルーナイト First Knight (1995)
- イレイザー Eraser (1996)
- スフィア Sphere (1998)
- ラッシュアワー Rush Hour (1998)
- GO!GO!ガジェット Inspector Gadget (1999)
- コラテラル・ダメージ Collateral Damage (2002)
- サンタクロース・リターンズ! クリスマス危機一髪 The Santa Clause 2 (2002)
- スネーク・フライト Snakes on a Plane (2006)